# Nyakimonyi (vattendrag i Kayanza)
Nyakimonyi är ett vattendrag i Burundi.   Det ligger i provinsen Kayanza, i den nordvästra delen av landet, 60 km norr om huvudstaden Bujumbura.
Trakten runt Nyakimonyi består till största delen av jordbruksmark. Runt Nyakimonyi är det tätbefolkat, med 881 invånare per kvadratkilometer.